# Konstanty Krzysztof Wiśniowiecki
Konstanty Krzysztof Wiśniowiecki (ur. 1635,  zm. 17 lub 26 sierpnia 1686) – książę, wojewoda bracławski od 1676, bełski od 1678, starosta osiecki.
Jako brat hetmana koronnego (najpierw polnego a potem wielkiego), Dymitra Jerzego Wiśniowieckiego brał udział w licznych kampaniach wojennych XVII wieku, między innymi w wielkiej kampanii 1660 roku, bitwie chocimskiej w 1673 roku czy odsieczy wiedeńskiej w roku 1683. 
Jego żonami byli Urszula Mniszchówna i Anna z Chodorowskich herbu Korczak. Został ojcem dwóch ostatnich, męskich przedstawicieli rodu Wiśniowieckich: kasztelana krakowskiego Janusza Antoniego oraz hetmana wielkiego litewskiego Michała Serwacego.
Członek konfederacji tyszowieckiej 1655 roku. Był marszałkiem sejmików województwa ruskiego w 1669  roku.
Brał udział w negocjowaniu rozejmu z Imperium Osmańskim w 1676 roku.